# エムスランド実験線
座標: 北緯52度52分18秒 東経7度20分58秒 / 北緯52.87167度 東経7.34944度

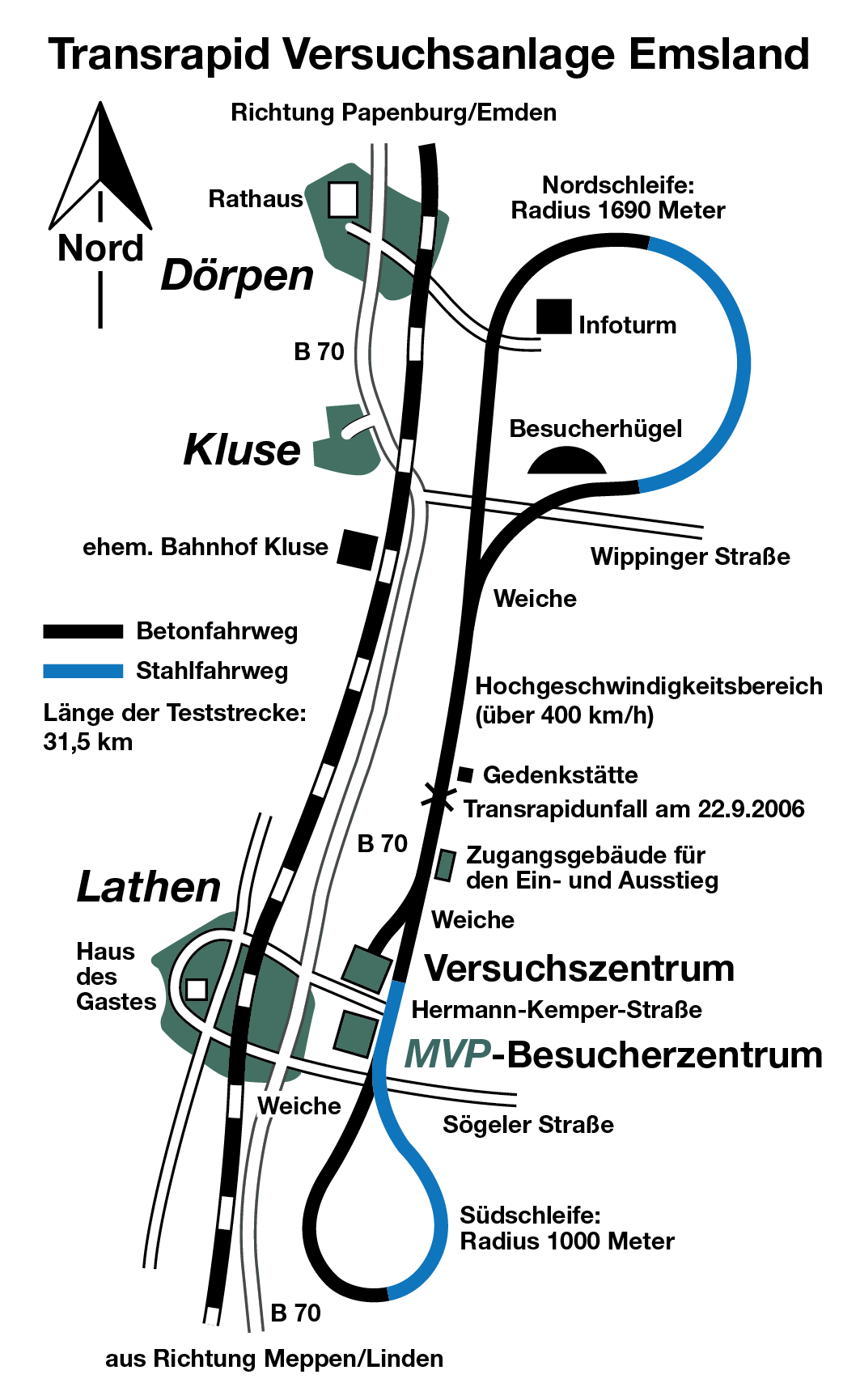
図中の紫色の線が実験線

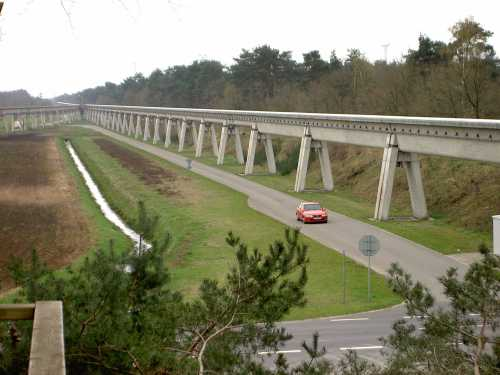
エムスランド実験線の軌道

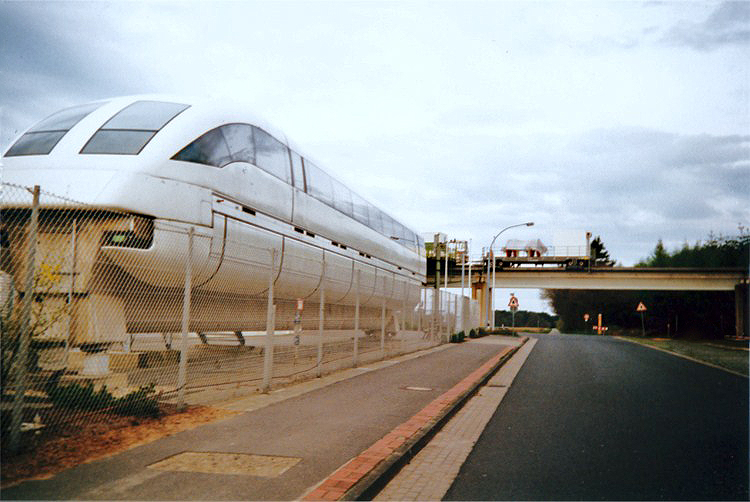
展示されているTR05

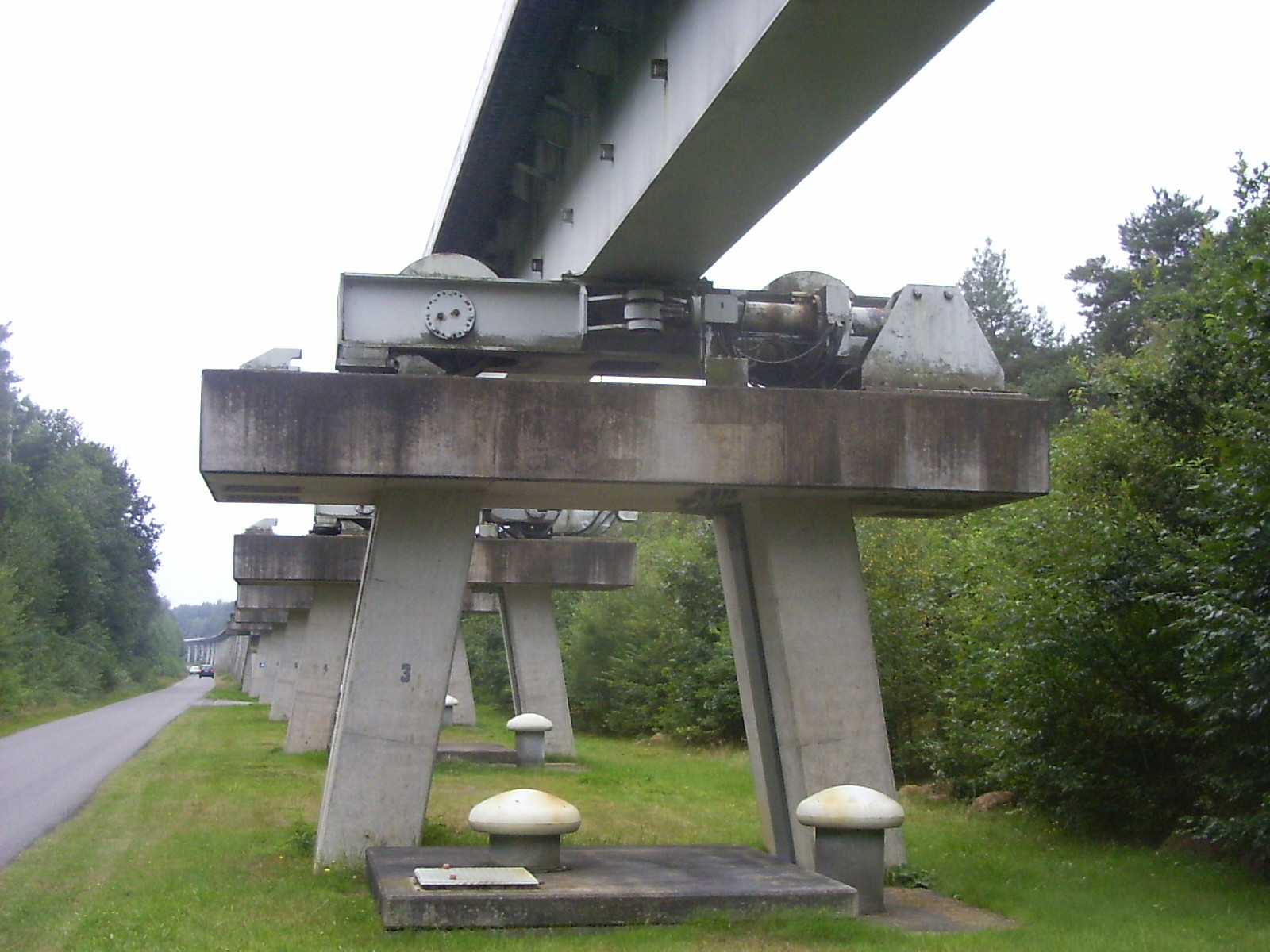
分岐器

エムスランド実験線(TVE)（エムスランドじっけんせん）はドイツのエムスランドにある、かつて開発されていた磁気浮上式鉄道であるトランスラピッドの実験線である。Dörpenとラーテン間に単線の軌道が敷設されている。両端は環状になっている。軌道は高架式になっている。全長31.8kmである。
時々有料で乗客を乗せる。最高420km/hで走行する。運行はコンピュータで管理されている。
1980年に建設が開始され1987年に完成した。
この実験線での成果は上海トランスラピッドに役立てられた。

## 試験線
エムスランド試験線は現時点において世界最長の磁気浮上式鉄道の試験線であると考えられる。大半が単線の高架で南北の両端がループ状になっている。
全長12マイルの直線部は最高速度450km/hで走行できる。(1993年6月10日に記録樹立)南ループの曲線部の半径は約1000mで北ループの半径は約1690mである。曲線部は内側に12度カント(傾斜)がある。地上部には整備施設やビジターセンターが設置されている。

## 歴史

### 建設
エムスランド試験線はドイツ連邦教育研究省の予算で1980年から1987年までかけて2段階で建設された。
1978年に磁気浮上式鉄道の実物大の試験施設を建設する事が決定された。1979年の半ばに初期の計画案が立案された。選定作業中に仕様が選ばれ、傾斜、曲線、分岐を含む軌道の本質部分の全ての予算が含まれた。以前、1970年代に車輪式の交通機関の試験を行うDonauriedの国立輸送技術験施設に建設が計画されたが失敗した。
建設は1980年6月に開始され、第一段階において試験線を備えた試験センターはまだエムスランド側の北ループが工事中だった。最初の12kmの区間の建設費は42200万マルクかかったと推定される。それらの中で6000万マルクは車両の値段だった。1983年半ばに第二段階の建設(南ループ)が開始された。
1983年6月にトランスラピッド06(遠隔操作)による部分的に完成した試験施設で最初の往復運転が行われた。1983年10月末には初めてトランスラピッドが公式に浮上した。以前は16個の車輪で軌道上を走行する全長18.5mの試験車だった。これは最高速度50km/hで積雪が最大55cmの区間内でも走行した。
1984年5月16日にトランスラピッド06は205 km/hの記録を樹立し、初めて200km/hを超えた。1984年8月16日には257 km/h、17日には257 km/h、10月17日には302 km/hの試験施設内での記録を樹立した。
2006年に観光客が乗ったトランスラピッドが時速200kmで作業車両に衝突し23人が死亡した(トランスラピッド衝突事故)。
2007年4月に新しいトランスラピッド09の3両が製造された。2008年7月に最初の試験が行われ2009年5月末に乗客を輸送する許可が下りた。
トランスラピッド衝突死亡事故の結果、約60人の従業員の約2/3が2007年9月から2008年1月の間、実労働時間雇用になった。2007年12月に運営会社はニーダーザクセン州道路交通局に運営権の更新を要請した。
しかし、開発が2011年に終了したことから、実験線は2014年に取り壊されることになった。

## エムスランド実験線での成果
| トランスラピッドの車種 TR06, TR07 と TR08                                                    |                   |
| 最高速度 (TR07) (1993年7月10日)                                                              | 450 km/h          |
| 無停止走行距離 (TR07) (1993年7月6日)                                                         | 1.654 km          |
| 1日の走行距離 (TR07) (1990年8月15日)                                                         | 2.476 km          |
| エムスランド実験線でのTR06, TR07とTR08による総走行距離 (TR06, TR07 と TR08) (2001年12月13日) | およそ 778.500 km |
| 総乗客数 TR06 (1983–1989年)                                                                  | 21.093            |
| 総乗客数 TR07 (1989–1999年)                                                                  | 258.100           |
| 総乗客数 TR08 (2006年9月22日迄の時点)                                                        | 293.611           |

## 関連記事
- トランスラピッド衝突事故(en:2006 Lathen maglev train accident)